# Sông Urubamba
Sông Urubamba (tiếng Tây Ban Nha: Río Urubamba) là một sông tại Peru. Đây là phần đầu nguồn có khả năng thông hành ở một mức độ nhất định của sông Amazon, sông khởi nguồn từ dãy Andes ở phía đông nam Cuzco gần ranh giới Puno Region, nơi nó được gọi là sông Vilcanota (Rio Vilcanota). Tại Thung lũng Thần thánh, giữa Písac và Ollantaytambo, sông được gọi là Wilcamayu (sông thánh). Sông chảy theo hướng bắc-tây bắc với 724 km trước khi kết hợp với sông Apurímac để tạo thành sông Ucayali.
Urubambacj phân thành Thượng Urubamba và Hạ Urubamba, điểm đặc trưng để phân chia là Pongo de Mainique, một hẻm núi nổi tiếng.
John Walter Gregory, nhà địa chất người Anh, đã chết đuối trên sông vào ngày 2 tháng 6 năm 1932 khi đang thám hiểm địa chất dãy Andes.

## Thượng Urubamba
Thung lũng Thượng Urubamba (Alto Urubamba) đặc trưng với dân cư đông và các công trình thủy lợi kéo dài. Một số di tích của đế chế Inca nằm tại thung lũng, bao gồm thành phố Incan là Machu Picchu.

## Hạ Urubamba
Hạ Urubamba (Bajo Urubamba) thương đối kém phát triển và đặc trưng với một lượng đáng kể dân bản địa là bộ tộc Campa, chủ yếu là Machiguenga (Matsigenka) và Ashaninka. Kinh tế dựa trên lâm nghiệp và dự án khí thiên nhiên Camisea gần đó. Điểm định cư chính của khu vực là thị trấn Sepahua.

## Hình ảnh

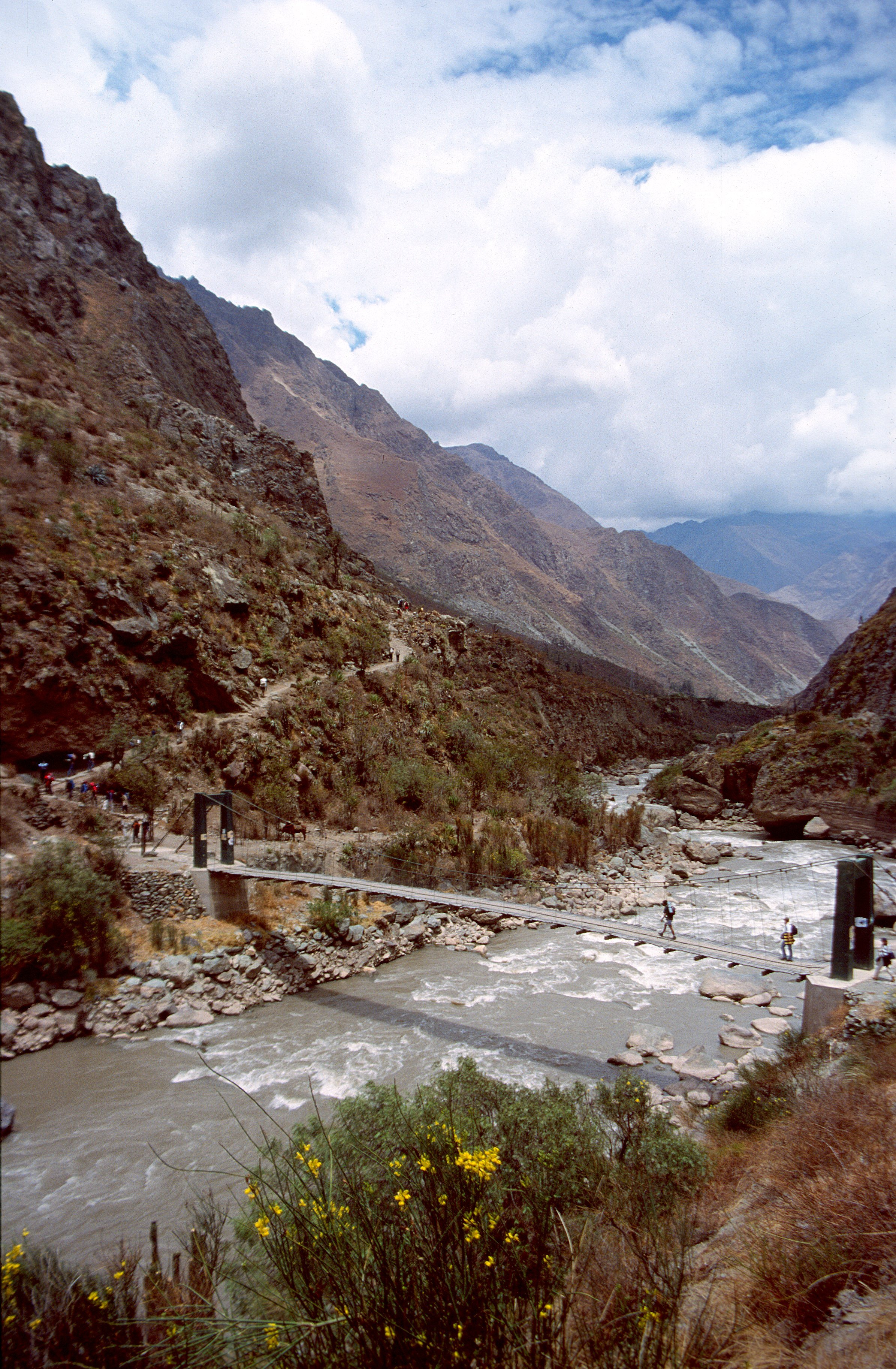
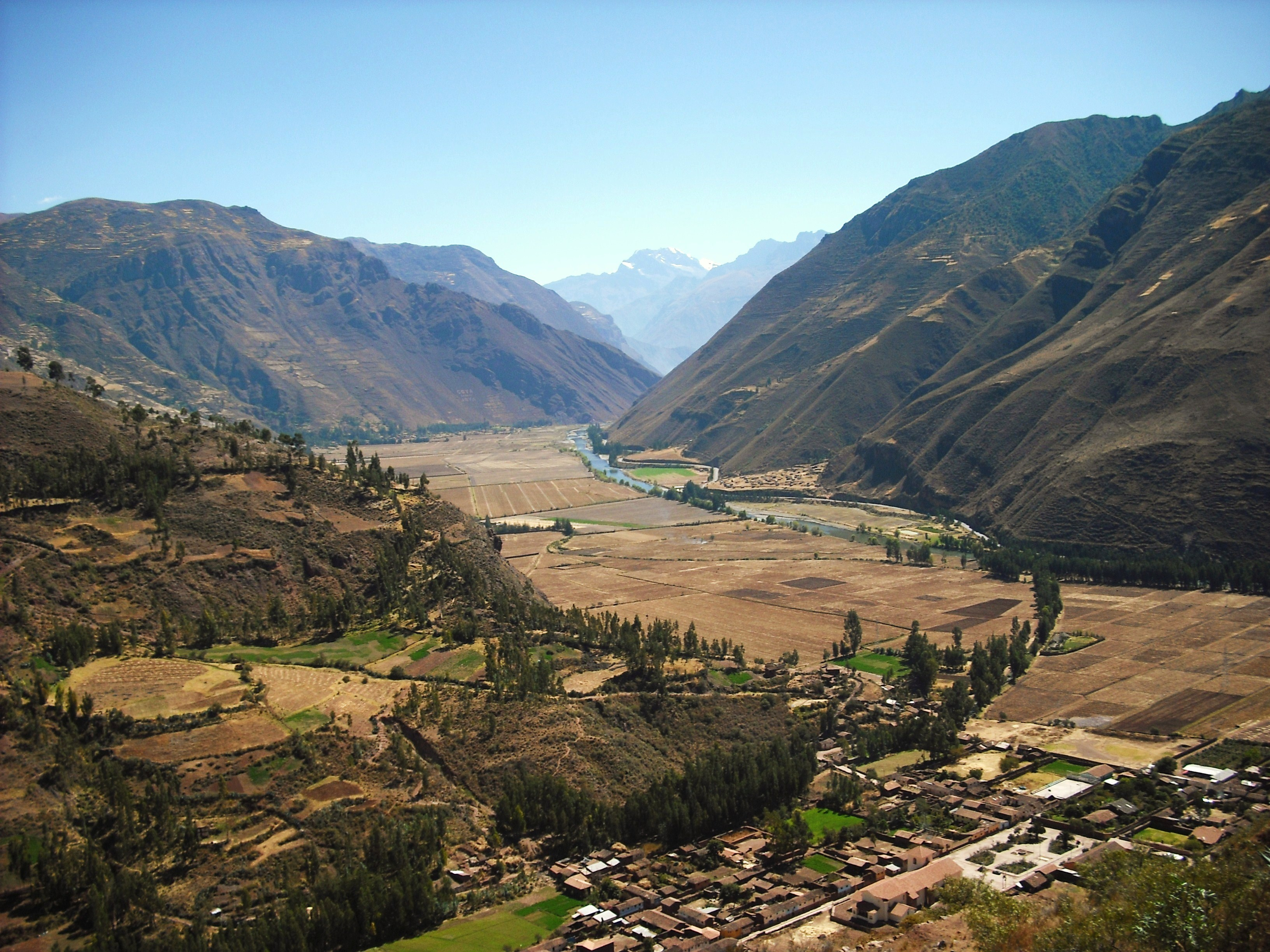
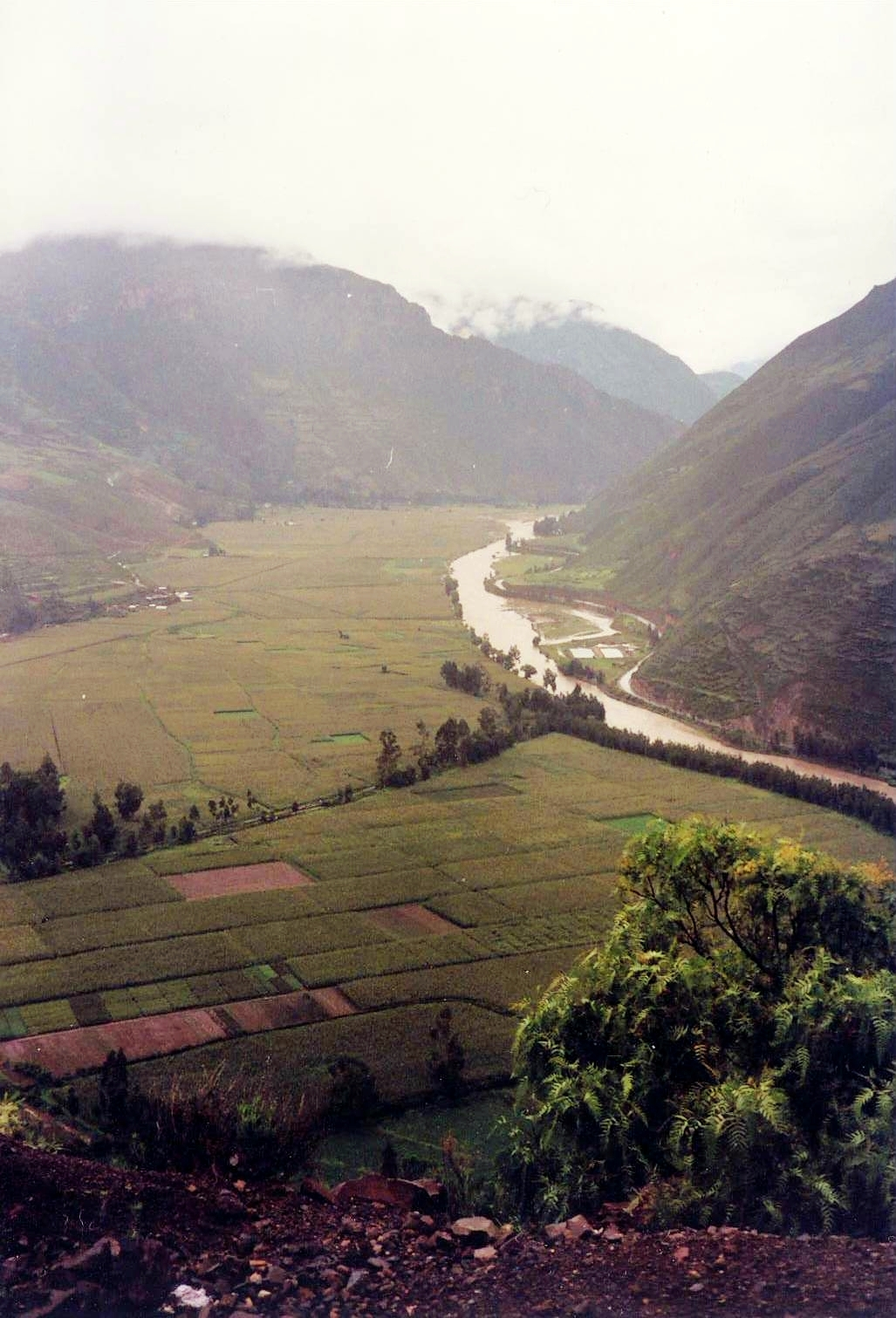